# Halloween (film 2018)
Halloween – amerykański film grozy z 2018 roku. Drugi reboot serii filmów Halloween – jest bezpośrednią kontynuacją filmu Halloween, tym samym ignorując dotychczasowe filmy powstałe po filmie z 1978 roku. Do roli Laurie Strode ponownie wróciła Jamie Lee Curtis, a do roli Michaela Myersa częściowo Nick Castle. Do serii wrócił również John Carpenter w roli producenta wykonawczego i jednego z kompozytorów.
W latach 2021-2022 powstały dwa sequele filmu – Halloween zabija i Halloween. Finał.

## Fabuła
29 października 2018 r. Michael Myers, który był trzymany w zamknięciu po tym, jak 40 lat temu dokonał serii morderstw w Haddonfield w stanie Illinois, jest przygotowywany do przeniesienia do nowej placówki. Dwójka podcasterów, Aaron Korey i Dana Haines, przeprowadzają wywiad z dr. Ranbirem Sartainem, psychiatrą Myersa i byłym uczniem dr. Samuela Loomisa. Następnego dnia Myersowi podczas przenosin udaje mu się uciec, po czym kradzionym samochodem swych pierwszych ofiar wraca do Haddonfield.
W Haddonfield Laurie Strode żyje w strachu przed Michaelem Myersem od 40 lat, popadając w alkoholizm i rzadko opuszczając swój silnie ufortyfikowany dom. Jej paranoja spowodowała ochłodzenie stosunków z córką Karen. Z całej rodziny tylko jej wnuczka Allyson ma z nią poprawny kontakt. Namawia Laurie, by zostawiła za sobą przeszłość.
W święto Halloween Michael zauważa Aarona i Danę, którzy odwiedzają grób jego siostry Judith na miejscowym cmentarzu i podąża za nimi na stację benzynową, gdzie ich zabija, a także mechanika i odzyskuje swoją maskę. Wkrótce wszyscy dowiadują się o zbiegłym Myersie, w tym Laurie i próbuje ostrzec Karen i jej męża Raya, ale odrzucają jej obawy.
Tego samego dnia Michael kradnie nóż kuchenny i zabija dwie kobiety. Dociera do domu, w której przyjaciółka Allyson – Vicky pilnuje chłopca imieniem Julian, gdzie zabija ją i jej chłopaka Dave’a. Zastępca szeryfa Hawkins i Laurie dowiedziawszy przez radio o zabitych Vicky i Dave’ie docierają na miejsce zbrodni, gdzie Laurie i Myers spotykają się po raz pierwszy od 40 lat. Laurie strzela Michaelowi w ramię, zanim ten ucieka. Przybywszy na miejsce dr Sartain przekonuje szeryfa Barkera, aby pozwolił mu pomóc w polowaniu na Myersa. Laurie chce przekonać Karen i Raya do wzmocnienia ochrony w domu. Tymczasem Allyson na szkolnej imprezie po przyłapaniu swego chłopaka Camerona na zdradzie wraca do domu oraz towarzyszy jej wysłany na prośbę Camerona jego najlepszy przyjaciel – Oscar. Myers znajduje Allyson i Oscara, zabijając tego ostatniego. Hawkins i Sartain przybywają w samą porę, aby uratować Allyson. Hawkins próbuje zabić Myersa, ale Sartain zabija Hawkinsa. Wyjawia, że to on przygotował ucieczkę Myersa, aby uczyć go życia „na wolności”. Mimo to ginie z jego rąk. Allyson ucieka do swego domu, gdzie ścigający ją Myers zabija Raya.
Laurie po upewnieniu się, że Karen i Allyson są bezpieczne, decyduje się na pojedynek z Michaelem Myersem. Wkrótce Allyson i Karen pomagają jej w nierównej walce, więżąc go w piwnicy. Wszystkie trzy po podpaleniu domu uciekają przejeżdżającą furgonetką. Piwnica zostaje całkowicie spalona, jednak nigdzie nie widać ciała Michaela.

## Obsada
- Jamie Lee Curtis jako Laurie Strode
- Judy Greer jako Karen Nelson z domu Strode
  - Sophia Miller jako młoda Karen
- Andi Matichak jako Allyson Nelson
- James Jude Courtney jako Michael Myers
- Nick Castle jako Michael Myers (głos & pojedyncza scena)
- Will Patton jako zastępca szeryfa Frank Hawkins
- Haluk Bilginer jako dr Ranbir Sartain
- Toby Huss jako Ray Nelson
- Omar Dorsey jako szeryf Barker
- Dylan Arnold jako Cameron Elam
- Christopher Allen Nelson jako oficer Francis
- Charlie Benton jako oficer Richards
- Drew Scheid jako Oscar
- Virginia Gardner jako Vicky
- Jibrail Nantambu jako Julian Morrisey
- Miles Robbins jako Dave
- Marian Green jako Gina Panchella
- Marian Sing jako Andrea Wagner
- Jefferson Hall jako Aaron Korey
- Rhian Rees jako Dana Haines
- Vince Mattis jako Kevin
- Brien Gregorie jako ojciec Kevina
- Matthew Anderson jako Haskell
- Michael Harrity jako Kuneman
- Colin Mahan jako dr Sam Loomis (głos)

## Produkcja

### Rozwój
W 2009 po tym jak Rob Zombie odmówił nakręcenia bezpośredniego sequela do Halloween II, The Weinstein Company ogłosiło plany filmu pt. Halloween 3D, zaplanowanego 26 października 2012 roku. Ostatecznie projekt upadł.
Lutego 2015 roku Patrick Melton i Marcus Dunstan zostali ogłoszeni jako scenarzyści do nowego filmu z serii, opisanego jako „rekalibracja” aniżeli reboot, zaś Malek Akkad i Matt Stein mieli być producentami. W czerwcu tego samego roku The Weinstein Company ogłosiło film jako Halloween Returns, z Dunstanem w roli reżysera. Film był zaplanowany jako sequel Halloween 2 z 1981 roku, w którym Myers miał rozpocząć krwawy pochód wśród nowego pokolenia. Dnia 22 października 2015 roku, producent Malek Akkad ujawnił, iż produkcja Halloween Returns opóźni się. W grudniu 2015 roku film został oficjalnie anulowany w związku z utratą praw do Halloween przez Dimension Films, które wróciły do Miramax Films.
24 maja 2016 roku Blumhouse Productions i Miramax ogłosiły wspólny projekt dystrybuowany przez Universal Pictures.

### Scenariusz i pre-produkcja
John Carpenter, który był współautorem dwóch pierwszych filmów Halloween wraz z Debrą Hill i wyreżyserował oryginał, został ogłoszony jako producent wykonawczy w 2016 roku. W wywiadzie dla Rotten Tomatoes wyjawił swoje powody, dla których po raz pierwszy od czasu produkcji Halloween III: Sezon czarownic z 1982 roku wrócił do serii: „Mówiłem o Halloween od dłuższego czasu. Co do kontynuacji - nawet nie widziałem ich wszystkich [...] Ale w końcu przyszło mi do głowy: Cóż, jeśli tylko tutaj mielę ozorem o nich, to dlaczego nie spróbuję samemu najlepiej, jak potrafię?”. Pierwotnie reżyserem miał zostać Adam Wingard, który zrezygnował z projektu. 9 lutego 2017 roku David Gordon Green i Danny McBride zostali ogłoszeni jako scenarzyści, a dodatkowo Green otrzymał funkcję reżysera. Wskazówki co do reżyserii otrzymywał od Carpentera, który zachwalał Blumhouse Productions za zrozumienie materiału źródłowego.
Zamiast ponownego remake’u serii, scenarzyści zdecydowali skupić się na kontynuacji mitologii dwóch pierwszych filmów. Niezadowolony z wizji Roba Zombie dopisującej przeszłość Michaela Myersa, Carpenter chciał zabrać postać z powrotem do pierwotnych bardziej tajemniczych korzeni, opisując go jako „niemal nadprzyrodzoną siłę natury”.  McBride szczegółowo opisał swe podejście jako humanizujące Myersa: „Myślę, że staramy się przywrócić to, co było tak dobre w oryginale. To było po prostu bardzo proste i osiągnęło poziom horroru, który nie zamienił Michaela Myersa w jakąś istotę, której nie da się zabić. Chcę bać się czegoś, co, jak sądzę, może się zdarzyć. Myślę, że przerażenie jest, gdy ktoś stoi w cieniu, a ty wyrzucasz śmieci”.
Na początku scenariusza do filmu pojawiła się córka Laurie, Jamie Lloyd z filmów Halloween 4: Powrót Michaela Myersa, Halloween 5: Zemsta Michael Myersa i Halloween 6: Przekleństwo Michaela Myersa. Jednak kolejne przeróbki zmieniły ją na „Karen”, co spotkało się z obiekcjami Danielle Harris, która grała Jamie.

### Casting
We wrześniu 2017 roku Jamie Lee Curtis potwierdziła, że powtórzy swoją rolę Laurie Strode. Scenarzyści zdecydowali się na usunięcie pokrewieństwa Laurie i Michaela Myersa, gdyż uznali, że to uczyniło Myersa mniej przerażającym. Według McBride pisarze początkowo nie wiedzieli, czy Curtis byłby skłonny powrócić, więc „rozwalili [tyłki] tym scenariuszem, aby naprawdę sprawić, by postać Laurie Strode stała się czymś, czego nie byłaby w stanie odmówić”. Curtis stwierdziła: „Gdy tylko przeczytałam, co wymyślili David Green i Danny McBride... oraz sposób, w jaki łączyli kropki tej historii, miało dla mnie tyle sensu, że dotarło do mnie, aby wrócić do Haddonfield w stanie Illinois na kolejną prezentację z okazji 40. rocznicy. To oryginalna historia na wiele różnych sposobów. Po prostu powtórzenie 40 lat później tego samego wraz moją wnuczką”. Curtis wcześniej powróciła jako Laurie w kontynuacjach Halloween 2, Halloween: 20 lat później i Halloween: Resurrection. W październiku bieżącego roku Judy Greer rozpoczęła negocjacje, by zagrać córkę Laurie, Karen Nelson, zaś 7 grudnia Andi Matichak została obsadzona w roli wnuczki Laurie, Allyson..
W dniu 20 grudnia 2017 roku ogłoszono, iż Nick Castle, który był głównym aktorem odgrywającym rolę Michaela Myersa w pierwszym filmie, powtórzy swoją rolę z pomocą Jamesa Jude’a Courtneya. W dniu 27 lipca 2018 roku ogłoszono, że aktor podobny głosowo do Donald Pleasence’a zapewni kwestie dla doktora Sama Loomisa, którego Pleasence pierwotnie grał. W tej roli wystąpił komik Colin Mahan.
Dodatkowo P.J. Soles, która w Halloween grała Lyndę van der Klok, otrzymała cameo jako nauczycielka.

### Muzyka
John Carpenter potwierdził w październiku 2017 roku, iż będzie współtworzył ze swym synem Codym i synem chrzestnym Danielem A. Davisem ścieżkę muzyczną do filmu. W wywiadzie dla Rotten Tomatoes powiedział: „[David Gordon Green i Danny McBride] Przyszli do mojego biura, rozmawialiśmy o tym, co chcą zrobić z Halloween i podobało mi się to, co mieli do powiedzenia. [...] Powiedzieli, że chcą, żebym stworzył muzykę, więc powiedziałem: »No dobrze, ale wezmę do pomocy mojego syna i chrześniaka«”. Jest to czwarty po Halloween, Halloween 2 oraz Halloween 3: Sezon czarownic film z serii, do którego muzykę stworzył John Carpenter.

## Odbiór
Halloween zarobiło 159,3 mln dolarów w Stanach Zjednoczonych i Kanadzie oraz 96,2 mln dolarów w innych krajach, zarabiając łącznie 255,5 mln dolarów, stając się tym samym czwartym wówczas najbardziej kasowym horrorem z kategorią R i zarazem najbardziej kasowym filmem z serii Halloween.
Film otrzymał pozytywne recenzje. Serwis Rotten Tomatoes przyznał mu wynik 79%, gdzie recenzenci przyznali, że po serii rozczarowujących sequeli film pozostawia po sobie dobre wrażenie. Serwis Metacritic przyznał mu wynik 67/100. Głosy publiczności według serwisu CinemaScore oceniły film na B+ w skali od A+ do F. Serwis PostTrak zanotował, iż film uzyskał 75% pozytywnych opinii, zaś serwis RelishMix zanotował pozytywny odzew w sieci.
Peter Debruge w recenzji dla Variety określił film jako powrót serii do korzeni i „usługę dla fanów ubraną w film grozy, która działa łącząc elementy mitologii ustanowione przez Carpentera i jednocześnie jest świeża dla młodszej widowni”. Bryan Bishop dla The Verge opisał film jako „lepszy od niemal wszystkich sequeli z serii” i „przystający do historii rozpoczętej 40 lat temu”, z kolei Leah Greenblatt z Entertainment Weekly opisała film jako „wierną, fundamentalną kontynuację (a także zabawną)”. W recenzji dla Bloody Disgusting, Joe Lipsett napisał: „Halloween jest godną odsłoną serii [...] Wszystko się spina w finale, co nadaje sensu filmu w motywacji Laurie przeciw Michaelowi. I co najważniejsze, Halloween nie rozczarowuje”. Jonathan Barkan z Dread Central napisał, iż Halloween składa pełen miłości i szacunku hołd oryginału z 1978 roku, jednocześnie ma bardzo odważne i zdecydowane podstawy do własnego istnienia, zaś Michael Myers w tym filmie stał się najbardziej przerażający w historii.
W mieszanej recenzji, Eric Kohn dla IndieWire krytykował film za dialogi, jednak podkreślił iż „Halloween Carpentera samo w sobie było tanim dziełem, jednak nadrabiającym reżyserią i motywami. Zaś nowy film pracuje na nadgodzinach, aby utrzymać je w nienaruszonym stanie, jednocześnie komunikując się z pierwszą częścią w każdy możliwy sposób - od słynnej przerażającej syntezatorowej muzyce po pomarańczowe napisy, które opisują historię”. Brian Tallerico dla RogerEbert.com ocenił Halloween na 2/4  wskazując na niekompetencję i brak atmosfery charakteryzującej oryginał. Scott Mendelson z Forbes uznał film za niezbyt dobry i nie sprawdzający się jako horror. Christopher Stewardson z Our Culture Mag napisał: „Podnosząc interesujące pytania dotyczące obojętności na narastający horror, Halloween przyciąga Michaela Myersa do współczesnego świata z rozwagą i wyrachowanym strachem”.